# Álfröðull
Álfröðull (Alfrodhul, del nórdico antiguo: gloria de los elfos, disco de los elfos, o paraíso de los elfos.) es un término de la mitología nórdica y un kenning de significado ambiguo, pues se puede referir tanto al carro solar de Sól (por ejemplo, Alfröðull aparece brillante en Skírnismál, verso 4.) como al conductor (la diosa Sól). Álfröðull está arrastrado por dos corceles, Arvak y Alsvid, mientras es perseguido por el lobo Sköll. Según la mitología, antes del Ragnarök, Álfröðull dará a luz una hija y tras ser devorada por el lobo, esa hija tomará su lugar. 

## Vafþrúðnismál
Según el poema Vafþrúðnismál, versos 46–47:
Óðinn kvað:
Hvaðan kemr sól
á inn slétta himin,
er þessa hefr Fenrir farit?
Vafþrúðnir kvað:
Eina dóttur
'berr Alfröðull,
áðr hana Fenrir fari;
sú skal ríða,
þá er regin deyja,
móður brautir, mær.
Traducción de Benjamin Thorpe:
Gagnrâd:
¿De dónde vendrá el sol en ese cielo justo cuando Fenrir haya devorado a este?.
Vafthrûdnir:
Una hija Alfrodull porta, cuando Fenrir se la haya tragado. La doncella montará, cuando los poderes mueran, sobre el curso de su madre.
Snorri Sturluson cita el mismo pasaje sobre Ragnarök en su Gylfaginning, una sección de su Edda prosaica.

## Poesía escáldica
Álfröðull aparece como kenning para el sol en la poesía escáldica; la forma simple, röðull, se usa para el mismo concepto y Alaric Hall por lo tanto sugiere en su libro sobre los elfos que la opción «álfröðull» se usa como aliteración, pero que la existencia del kenning sugiere que los conceptos del sol y los elfos eran «semánticamente congruentes»; considera que álfr (elfo) en «álfröðull» es posiblemente un heiti para Freyr.

## Neopaganismo
Alfrothul es una derivación del mismo nombre adoptado por una confesión religiosa Ásatrú de perfil folkish, reconocida por el Ministerio de Justicia de España, que estuvo vinculada a Asatru Folk Assembly de Stephen McNallen.